# سيمون اسبورن
سيمون اسبورن (بالإنجليزية: Simon Osborn)‏ (19 يناير 1972 في المملكة المتحدة - ) هو مدرب كرة قدم ولاعب كرة قدم بريطاني في مركز الوسط. لعب مع بورت فايل وكريستال بالاس وكوينز بارك رينجرز ونادي ترانمير روفرز لكرة القدم ونادي ريدنغ ونادي غيلينغهام ونادي والسول ووولفرهامبتون واندررز ونادي بروملي ونادي هيرفورد وكراي واندررز وCroydon Athletic F.C. ‏ وإيريث وبلفيدير ‏.

## وصلات خارجية
- سيمون اسبورن على موقع قاعدة بيانات كرة القدم.إي يو (الإنجليزية)
- سيمون اسبورن على موقع Soccerbase.com (لاعب) (الإنجليزية)
- سيمون اسبورن على موقع عالم كرة القدم.نت (الإنجليزية)